# Kjellez
Kjellez är ett svenskt dansband bildat 2020.

## Historia
Sångaren Kjell Lundbom bildade dansbandet Kjellez efter att han lämnade Glenn-Endys under 2020. Deras första spelning blev på Granbacken i Löberöd den 18 november 2021. Under 2022 vann de Guldklaven för "Årets Surprize".